# Domenico Bernini
Domenico Bernini (1657 — 1723) foi um escritor e historiador italiano, filho do artista Gian Lorenzo Bernini. Nasceu em 3 de agosto de 1657, sendo o último dos onze filhos de Bernini e sua esposa, Caterina Tezio. Como estudioso e autor, Domenico publicou várias obras relacionadas à história da Igreja Católica. Lançado em quatro volumes, História das Heresias talvez seja o mais conhecido de seus escritos. Também é autor de uma biografia sobre seu pai, a Vita del Cavalier Gio. Lorenzo Bernini, publicada pela primeira vez em 1713, sendo umas das fontes primárias mais importantes e completas sobre a vida de Bernini. Domenico morreu em 1723.